# Барнетт (тауншип, Миннесота)
Барнетт (англ. Barnett) — тауншип в округе Розо, Миннесота, США. На 2000 год его население составило 169 человек.

## География
По данным Бюро переписи населения США площадь тауншипа составляет 95,9 км², из которых 95,9 км² занимает суша, водоёмов нет.

## Демография
По данным переписи населения 2000 года здесь находились 169 человек, 62 домохозяйства и 51 семья. Плотность населения —  1,8 чел./км². На территории тауншипа расположена 71 постройка со средней плотностью 0,7 построек на один квадратный километр. Расовый состав населения: 99,41 % белых и 0,59 % приходится на две или более других рас.
Из 62 домохозяйств в 32,3 % воспитывались дети до 18 лет, в 64,5 % проживали супружеские пары, в 6,5 % проживали незамужние женщины и в 17,7 % домохозяйств проживали несемейные люди. 17,7 % домохозяйств состояли из одного человека, при том 8,1 % из — одиноких пожилых людей старше 65 лет. Средний размер домохозяйства — 2,73, а семьи — 3,06 человека.
26,0 % населения — младше 18 лет, 5,9 % — в возрасте от 18 до 24 лет, 25,4 % — от 25 до 44, 23,1 % — от 45 до 64, и 19,5 % — старше 65 лет. Средний возраст — 39 лет. На каждые 100 женщин приходилось 116,7 мужчин. На каждые 100 женщин старше 18 приходилось 123,2 мужчин.
Средний годовой доход домохозяйства составлял 31 667 долларов, а средний годовой доход семьи —  32 083 доллара. Средний доход мужчин —  29 375  долларов, в то время как у женщин — 30 000. Доход на душу населения составил 13 255 долларов. За чертой бедности находились 20,0 % семей и 24,4 % всего населения тауншипа, из которых 38,5 % младше 18 лет.